# FOREVER (鷹橋敏輝の曲)
「FOREVER」（フォーエバー）は、鷹橋敏輝（現:カルロス・トシキ）のシングル。1994年9月16日に東芝EMIよりリリースされた。

## 解説
1986オメガトライブ及び、カルロス・トシキ&オメガトライブのボーカリストだったカルロス・トシキが、鷹橋敏輝に改名してから最初のシングル。
「FOREVER」は自身の作詞・作曲による作品で、フジテレビ・東海テレビ系連続ドラマ『愛の天使』主題歌として使用された。
カルロスが独立・改名後にオリコンチャートで唯一ベスト100にランクインしたシングル。
アルバム『Shake It Down』では「Album-mix」ヴァージョンとして収録されている。

## 収録曲
全編曲：新川博
1. FOREVER
作詞・作曲：鷹橋敏輝
2. Paris Night
作詞：許瑛子、作曲：和泉常寛
アルバム未収録曲。
3. FOREVER（オリジナル・カラオケ）